# 菲利普·尼姆
菲利普·尼姆（英語：Philip Neame，1888年12月12日—1978年4月28日），英国男子射击运动员，英军高级军官。他曾代表英国参加1924年夏季奥林匹克运动会射击比赛，获得男子团体100米移动靶双次射击金牌。他是唯一獲得奧運金牌與維多利亞十字勳章兩項榮譽的人。他参与了第二次世界大战，在北非战役期间被埃尔温·隆美尔指挥的纳粹德国军队俘虏，1943年获释。